# Чхиндвара (округ)
Чхиндвара (хинди छिन्दवाड़ा जिला; англ. Chhindwara) — округ в индийском штате Мадхья-Прадеш. Административный центр — город Чхиндвара. Площадь округа — 11 815 км². По данным всеиндийской переписи 2001 года население округа составляло 1 849 283 человека. Уровень грамотности взрослого населения составлял 65,8 %, что выше среднеиндийского уровня (59,5 %). Доля городского населения составляла 24,5 %.